# دالاب

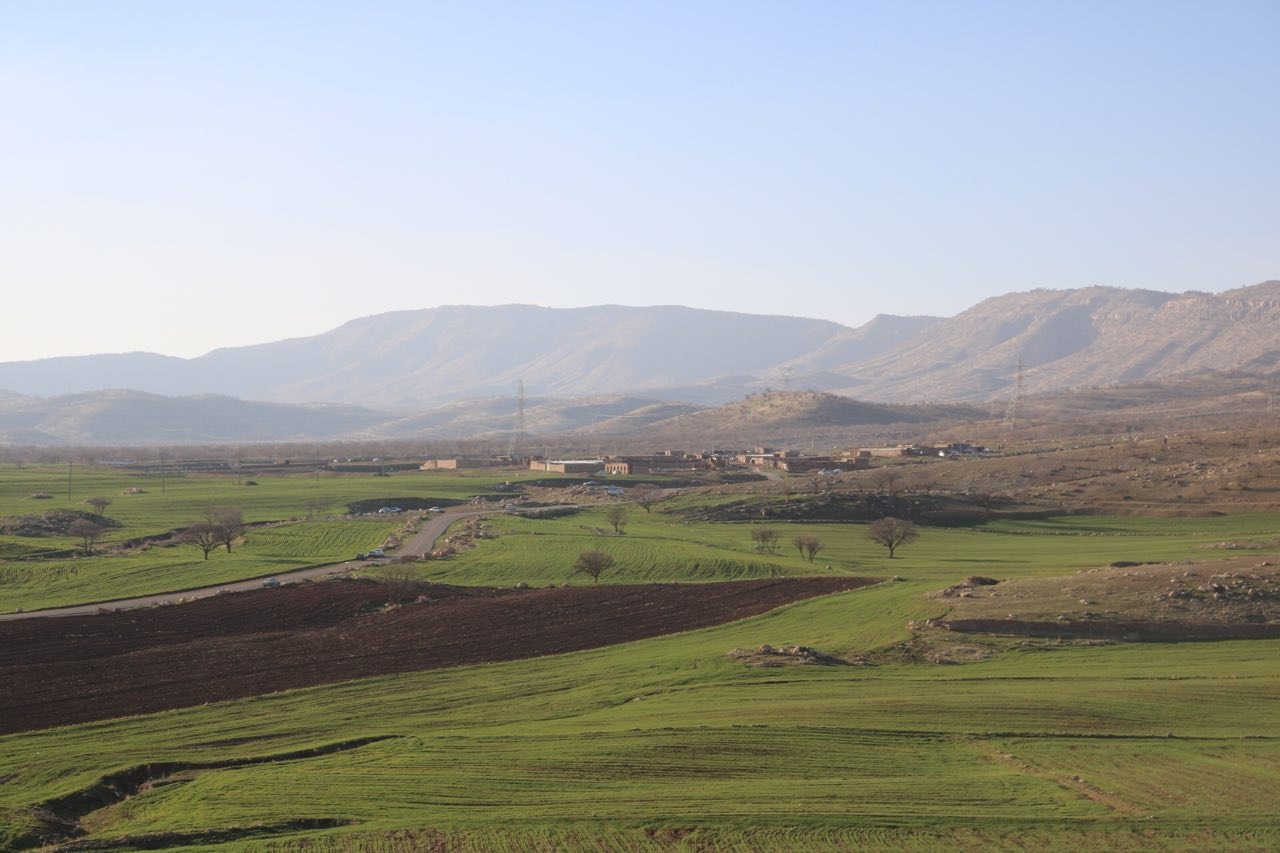
تصویر از روستای دالاب

روستای دالاب بالا در ۹ کیلومتری شمال غربی شهرستان کوهدشت در استان لرستان با طبیعت زیبا واقع شده است این روستا جزء روستاهای باستانی کشور محسوب می‌شود و گنجینه‌های هنگفتی دارد و دارای پوشش گیاهی زیبایی می‌باشد. 
در این روستا همانند سایر روستاهای کشور کشاورزی و دامپروری رواج دارد. 